# Chennai (huyện)
Huyện Chennai là một huyện thuộc bang Tamil Nadu, Ấn Độ. Thủ phủ huyện Chennai đóng ở Chennai. Huyện Chennai có diện tích 174 ki lô mét vuông. Đến thời điểm năm 2001, huyện Chennai có dân số 4216268 người.